# Brizon
 Brizon  es una población y comuna francesa, en la región de Auvernia-Ródano-Alpes, departamento de Alta Saboya, en el distrito de Bonneville y cantón de Bonneville.

## Demografía
| 376 | 326 | 300 | 301 | 337 | 383 |
| Para los censos de 1962 a 1999 la población legal corresponde a la población sin duplicidades (Fuente: INSEE [Consultar]) |     |     |     |     |     |